# Badminton la Jocurile Olimpice de vară din 2020 - dublu feminin
Proba de badminton dublu feminin de la Jocurile Olimpice de vară din 2020 de la Tokyo a avut loc în perioada 24 iulie-2 august 2021. Aceasta s-a desfășurat la Musashino Forest Sports Plaza, unde au concurat 16 perechi din 14 de țări.

## Formatul competiției
Proba dublu mixt s-a desfășurat în 2 faze: faza grupelor și faza eliminatorie. Pentru faza grupelor, perechile au fost împărțite în 4 grupe de câte 4 perechi fiecare. Fiecare grupă s-a jucat după sistemul fiecare cu fiecare. Primele două perechi din fiecare grupă a avansat în faza eliminatorie. Faza eliminatorie a fost un turneu de eliminare desfășurat în trei etape, cu un meci pentru medalia de bronz.
Meciurile s-au jucat după sistemul cel mai bun din trei seturi. Fiecare set s-a jucat până când un jucător a ajuns la 21 de puncte, dar să existe o diferență de 2 puncte, cu excepția cazului în care scorul a ajuns la 30-29.

## Rezultate

### Faza grupelor

#### Grupa A
| Loc | Echipă                                    | MJ | MC | MP | SC | SP | DS | PC  | PP  | DP  | DS | Calificare                         |
| --- | ----------------------------------------- | -- | -- | -- | -- | -- | -- | --- | --- | --- | -- | ---------------------------------- |
| 1   | Greysia Polii (INA) Apriyani Rahayu (INA) | 3  | 3  | 0  | 6  | 1  | +5 | 142 | 106 | +36 | 3  | Calificare în sferturile de finală |
| 2   | Yuki Fukushima (JPN) Sayaka Hirota (JPN)  | 3  | 2  | 1  | 5  | 3  | +2 | 152 | 129 | +23 | 2  | Calificare în sferturile de finală |
| 3   | Chow Mei Kuan (MAS) Lee Meng Yean (MAS)   | 3  | 1  | 2  | 3  | 4  | -1 | 117 | 136 | -19 | 1  |                                    |
| 4   | Chloe Birch (GBR) Lauren Smith (GBR)      | 3  | 0  | 3  | 0  | 6  | -6 | 86  | 126 | -40 | 0  |                                    |

| Dată     | Oră   | Echipa 1                      | Scor                                              | Echipa 2                      | Set 1 | Set 2 | Set 3 |
| -------- | ----- | ----------------------------- | ------------------------------------------------- | ----------------------------- | ----- | ----- | ----- |
| 24 iulie | 09:00 | Greysia Polii Apriyani Rahayu | 2–0 Arhivat în 30 iulie 2021, la Wayback Machine. | Chow Mei Kuan Lee Meng Yean   | 21–14 | 21–17 |       |
| 24 iulie | 20:40 | Yuki Fukushima Sayaka Hirota  | 2–0 Arhivat în 29 iulie 2021, la Wayback Machine. | Chloe Birch Lauren Smith      | 21–13 | 21–14 |       |
| 25 iulie | 19:20 | Yuki Fukushima Sayaka Hirota  | 2–1 Arhivat în 24 iulie 2021, la Wayback Machine. | Chow Mei Kuan Lee Meng Yean   | 17–21 | 21–15 | 21–8  |
| 26 iulie | 18:00 | Greysia Polii Apriyani Rahayu | 2–0 Arhivat în 27 iulie 2021, la Wayback Machine. | Chloe Birch Lauren Smith      | 21–11 | 21–13 |       |
| 27 iulie | 10:40 | Yuki Fukushima Sayaka Hirota  | 1–2 Arhivat în 27 iulie 2021, la Wayback Machine. | Greysia Polii Apriyani Rahayu | 22–24 | 21–13 | 8–21  |
| 27 iulie | 10:40 | Chow Mei Kuan Lee Meng Yean   | 2–0 Arhivat în 28 iulie 2021, la Wayback Machine. | Chloe Birch Lauren Smith      | 21–19 | 21–16 |       |

#### Grupa B
| Loc | Echipă                                     | MJ | MC | MP | SC | SP | DS | PC  | PP  | DP  | DS | Calificare                         |
| --- | ------------------------------------------ | -- | -- | -- | -- | -- | -- | --- | --- | --- | -- | ---------------------------------- |
| 1   | Mayu Matsumoto (JPN) Wakana Nagahara (JPN) | 3  | 3  | 0  | 6  | 1  | +5 | 143 | 105 | +38 | 3  | Calificare în sferturile de finală |
| 2   | Selena Piek (NED) Cheryl Seinen (NED)      | 3  | 2  | 1  | 4  | 3  | +1 | 137 | 111 | +26 | 2  | Calificare în sferturile de finală |
| 3   | Rachel Honderich (CAN) Kristen Tsai (CAN)  | 3  | 1  | 2  | 4  | 4  | 0  | 150 | 125 | +25 | 1  |                                    |
| 4   | Doha Hany (EGY) Hadia Hosny (EGY)          | 3  | 0  | 3  | 0  | 6  | -6 | 37  | 126 | -89 | 0  |                                    |

| Dată     | Oră   | Echipa 1                       | Scor                                              | Echipa 2                      | Set 1 | Set 2 | Set 3 |
| -------- | ----- | ------------------------------ | ------------------------------------------------- | ----------------------------- | ----- | ----- | ----- |
| 24 iulie | 18:00 | Mayu Matsumoto Wakana Nagahara | 2–0 Arhivat în 24 iulie 2021, la Wayback Machine. | Doha Hany Hadia Hosny         | 21–7  | 21–3  |       |
| 24 iulie | 18:40 | Selena Piek Cheryl Seinen      | 2–1 Arhivat în 24 iulie 2021, la Wayback Machine. | Rachel Honderich Kristen Tsai | 16–21 | 21–14 | 21–15 |
| 25 iulie | 20:00 | Mayu Matsumoto Wakana Nagahara | 2–1 Arhivat în 25 iulie 2021, la Wayback Machine. | Rachel Honderich Kristen Tsai | 14–21 | 21–19 | 21–18 |
| 26 iulie | 19:20 | Selena Piek Cheryl Seinen      | 2–0 Arhivat în 25 iulie 2021, la Wayback Machine. | Doha Hany Hadia Hosny         | 21–6  | 21–10 |       |
| 27 iulie | 18:00 | Mayu Matsumoto Wakana Nagahara | 2–0 Arhivat în 28 iulie 2021, la Wayback Machine. | Selena Piek Cheryl Seinen     | 24–22 | 21–15 |       |
| 27 iulie | 18:40 | Rachel Honderich Kristen Tsai  | 2–0 Arhivat în 27 iulie 2021, la Wayback Machine. | Doha Hany Hadia Hosny         | 21–5  | 21–6  |       |

#### Grupa C
| Loc | Echipă                                       | MJ | MC | MP | SC | SP | DS | PC  | PP  | DP  | DS | Calificare                         |
| --- | -------------------------------------------- | -- | -- | -- | -- | -- | -- | --- | --- | --- | -- | ---------------------------------- |
| 1   | Lee So-hee (KOR) Shin Seung-chan (KOR)       | 3  | 2  | 1  | 5  | 2  | +3 | 144 | 104 | +40 | 2  | Calificare în sferturile de finală |
| 2   | Du Yue (CHN) Li Yinhui (CHN)                 | 3  | 2  | 1  | 4  | 2  | +2 | 115 | 91  | +24 | 2  | Calificare în sferturile de finală |
| 3   | Setyana Mapasa (AUS) Gronya Somerville (AUS) | 3  | 1  | 2  | 2  | 5  | -3 | 91  | 136 | -45 | 1  |                                    |
| 4   | Maiken Fruergaard (DEN) Sara Thygesen (DEN)  | 3  | 1  | 2  | 3  | 5  | -2 | 138 | 157 | -19 | 0  |                                    |

1. În meciul direct Coreea de Sud a câștigat contra Chinei
2. În meciul direct Australia a câștigat contra Danemarcei
| Dată     | Oră   | Echipa 1                        | Scor                                              | Echipa 2                         | Set 1 | Set 2 | Set 3 |
| -------- | ----- | ------------------------------- | ------------------------------------------------- | -------------------------------- | ----- | ----- | ----- |
| 24 iulie | 11:00 | Du Yue Li Yinhui                | 2–0 Arhivat în 25 iulie 2021, la Wayback Machine. | Maiken Fruergaard Sara Thygesen  | 21–13 | 21–15 |       |
| 24 iulie | 18:40 | Lee So-hee Shin Seung-chan      | 2–0 Arhivat în 24 iulie 2021, la Wayback Machine. | Setyana Mapasa Gronya Somerville | 21–9  | 21–6  |       |
| 25 iulie | 13:20 | Lee So-hee Shin Seung-chan      | 1–2 Arhivat în 24 iulie 2021, la Wayback Machine. | Maiken Fruergaard Sara Thygesen  | 21–15 | 19–21 | 20–22 |
| 26 July  | 20:00 | Du Yue Li Yinhui                | 2–0 Arhivat în 26 iulie 2021, la Wayback Machine. | Setyana Mapasa Gronya Somerville | 21–9  | 21–12 |       |
| 27 iulie | 11:20 | Maiken Fruergaard Sara Thygesen | 1–2 Arhivat în 26 iulie 2021, la Wayback Machine. | Setyana Mapasa Gronya Somerville | 19–21 | 21–13 | 12–21 |
| 27 iulie | 20:00 | Lee So-hee Shin Seung-chan      | 2–0 Arhivat în 26 iulie 2021, la Wayback Machine. | Du Yue Li Yinhui                 | 21–19 | 21–12 |       |

#### Grupa D
| Loc | Echipă                                                  | MJ | MC | MP | SC | SP | DS | PC  | PP  | DP  | DS | Calificare                         |
| --- | ------------------------------------------------------- | -- | -- | -- | -- | -- | -- | --- | --- | --- | -- | ---------------------------------- |
| 1   | Chen Qingchen (CHN) Jia Yifan (CHN)                     | 3  | 3  | 0  | 6  | 1  | +5 | 145 | 100 | +45 | 3  | Calificare în sferturile de finală |
| 2   | Kim So-yeong (KOR) Kong Hee-yong (KOR)                  | 3  | 2  | 1  | 5  | 3  | +2 | 161 | 158 | +3  | 2  | Calificare în sferturile de finală |
| 3   | Gabriela Stoeva (BUL) Stefani Stoeva (BUL)              | 3  | 1  | 2  | 3  | 5  | -2 | 147 | 156 | -9  | 1  |                                    |
| 4   | Jongkolphan Kititharakul (THA) Rawinda Prajongjai (THA) | 3  | 0  | 3  | 1  | 6  | -5 | 106 | 145 | -39 | 0  |                                    |

| Dată     | Oră   | Echipa 1                       | Scor                                              | Echipa 2                                    | Set 1 | Set 2 | Set 3 |
| -------- | ----- | ------------------------------ | ------------------------------------------------- | ------------------------------------------- | ----- | ----- | ----- |
| 24 iulie | 11:40 | Chen Qingchen Jia Yifan        | 2–0 Arhivat în 24 iulie 2021, la Wayback Machine. | Jongkolphan Kititharakul Rawinda Prajongjai | 21–6  | 21–10 |       |
| 24 iulie | 11:40 | Kim So-yeong Kong Hee-yong     | 2–1 Arhivat în 25 iulie 2021, la Wayback Machine. | Gabriela Stoeva Stefani Stoeva              | 21–23 | 21–12 | 23–21 |
| 25 iulie | 10:40 | Kim So-yeong Kong Hee-yong     | 2–0 Arhivat în 26 iulie 2021, la Wayback Machine. | Jongkolphan Kititharakul Rawinda Prajongjai | 21–19 | 24–22 |       |
| 26 iulie | 13:20 | Chen Qingchen Jia Yifan        | 2–0 Arhivat în 25 iulie 2021, la Wayback Machine. | Gabriela Stoeva Stefani Stoeva              | 21–18 | 21–15 |       |
| 27 iulie | 12:00 | Chen Qingchen Jia Yifan        | 2–1 Arhivat în 26 iulie 2021, la Wayback Machine. | Kim So-yeong Kong Hee-yong                  | 19–21 | 21–16 | 21–14 |
| 27 iulie | 19:20 | Gabriela Stoeva Stefani Stoeva | 2–1 Arhivat în 26 iulie 2021, la Wayback Machine. | Jongkolphan Kititharakul Rawinda Prajongjai | 21–11 | 16–21 | 21–17 |

### Faza eliminatorie
Sursa:
|  | Sferturi de finală | Sferturi de finală                         | Sferturi de finală | Sferturi de finală | Sferturi de finală |  |  | Semifinale | Semifinale                                | Semifinale | Semifinale                          | Semifinale |    |  | Finala      | Finala                                    | Finala      | Finala      | Finala      |  |
|  |                    |                                            |                    |                    |                    |  |  |            |                                           |            |                                     |            |    |  |             |                                           |             |             |             |  |
|  | A1                 | Greysia Polii (INA) Apriyani Rahayu (INA)  | 21                 | 20                 | 21                 |  |  |            |                                           |            |                                     |            |    |  |             |                                           |             |             |             |  |
|  | C2                 | Du Yue (CHN) Li Yinhui (CHN)               | 15                 | 22                 | 17                 |  |  | A1         | Greysia Polii (INA) Apriyani Rahayu (INA) | 21         | 21                                  |            |    |  |             |                                           |             |             |             |  |
|  | C1                 | Lee So-hee (KOR) Shin Seung-chan (KOR)     | 21                 | 21                 |                    |  |  | C1         | Lee So-hee (KOR) Shin Seung-chan (KOR)    | 19         | 17                                  |            |    |  |             |                                           |             |             |             |  |
|  | B2                 | Selena Piek (NED) Cheryl Seinen (NED)      | 8                  | 17                 |                    |  |  |            |                                           |            |                                     |            |    |  | A1          | Greysia Polii (INA) Apriyani Rahayu (INA) | 21          | 21          |             |  |
|  | D2                 | Kim So-yeong (KOR) Kong Hee-yong (KOR)     | 21                 | 14                 | 28                 |  |  |            |                                           | D1         | Chen Qingchen (CHN) Jia Yifan (CHN) | 19         | 15 |  |             |                                           |             |             |             |  |
|  | B1                 | Mayu Matsumoto (JPN) Wakana Nagahara (JPN) | 14                 | 21                 | 26                 |  |  | D2         | Kim So-yeong (KOR) Kong Hee-yong (KOR)    | 15         | 11                                  |            |    |  |             |                                           |             |             |             |  |
|  | A2                 | Yuki Fukushima (JPN) Sayaka Hirota (JPN)   | 21                 | 10                 | 10                 |  |  | D1         | Chen Qingchen (CHN) Jia Yifan (CHN)       | 21         | 21                                  |            |    |  |             |                                           |             |             |             |  |
|  | D1                 | Chen Qingchen (CHN) Jia Yifan (CHN)        | 18                 | 21                 | 21                 |  |  |            |                                           |            |                                     |            |    |  | Third place | Third place                               | Third place | Third place | Third place |  |
|  |                    |                                            |                    |                    |                    |  |  |            |                                           |            |                                     |            |    |  |             |                                           |             |             |             |  |
|  |                    |                                            |                    |                    |                    |  |  |            |                                           |            |                                     |            |    |  | C1          | Lee So-hee (KOR) Shin Seung-chan (KOR)    | 10          | 17          |             |  |
|  |                    |                                            |                    |                    |                    |  |  |            |                                           |            |                                     |            |    |  | D2          | Kim So-yeong (KOR) Kong Hee-yong (KOR)    | 21          | 21          |             |  |